# فيسنتي دي لا ماتا (لاعب كرة قدم)
فيسنتي دي لا ماتا (بالإسبانية: Vicente de la Mata)‏ هو لاعب كرة قدم أرجنتيني، ولد في 2 يوليو 1944 في روساريو في الأرجنتين. شارك مع منتخب الأرجنتين لكرة القدم. أما مع النوادي، فقد لعب مع إنديبندينتي وتيبورونيس روخوس دي فيراكروز وكيلمس ونادي أوهيجينس ونادي نيكاكسا.

## وصلات خارجية
- فيسنتي دي لا ماتا على موقع الاتحاد الدولي (مؤرشف)  (الإنجليزية)
- فيسنتي دي لا ماتا على موقع قاعدة بيانات كرة القدم.إي يو (الإنجليزية)
- فيسنتي دي لا ماتا على موقع ناشيونال فوتبول تيمز (الإنجليزية)